# تاريخ شارع السمسم " سيسام استريت"

تم بث البرنامج التعليمي لمرحلة ما قبل المدرسة «شارع السمسم» (بالإنجليزية: سي سام ستريت)‏ لأول مرة في محطات البث التلفزيوني العام في 10 نوفمبر 1969، ووصل إلى موسمه الثالث والخمسين في عام 2022. وقد عكس تاريخ شارع السمسم المواقف المتغيرة تجاه علم النفس التنموي، والتعليم في مرحلة الطفولة المبكرة والتنوع الثقافي. يضم جيم هنسون الدمى المتحركة، والرسوم المتحركة، والأفلام القصيرة، والفكاهة، ومشاركة المشاهير بالظهور في البرنامج. وكان أول برنامج تلفزيوني من نوعه يرتكز على المحتوى وقيم الإنتاج على الأبحاث المختبرية والتكوينية، وأول من يتضمن منهجًا "مفصلاً أو مذكورًا في المصطلحات من النتائج القابلة للقياس ". تضمنت الردود المبدئية على العرض مراجعات متعلقة بالإدارة، وبعض الجدل، وتقييمات عالية. وبحلول ذكراه الأربعين في عام 2009، تم بث قناة شارع السمسم في أكثر من 120 دولة، و 20 نسخة دولية مستقلة. لقد فاز بأحد عشر جائزة جرامي وأكثر من 150 جائزة إيمي في تاريخه - أكثر من أي عرض آخر للأطفال.
تم عرض البرنامج في عام 1966 خلال المناقشات بين منتج التلفزيون جوان غانز كوني ونائب رئيس مؤسسة كارنيغي لويد موريسيت. كان هدفهم هو إنشاء برنامج تلفزيوني للأطفال من شأنه أن «يتقن الخصائص الإدمانية للتلفزيون وأن يفعل شيئًا جيدًا معهم»، مثل مساعدة الأطفال الصغار في الاستعداد للمدرسة. بعد عامين من البحث، حصلت ورشة عمل تلفزيون الأطفال التي تم تشكيلها حديثًا على منحة مشتركة بقيمة 8 ملايين دولار من مؤسسة كارنيجي ومؤسسة فورد والحكومة الفيدرالية في الولايات المتحدة لإنشاء وإنتاج برنامج تلفزيوني جديد للأطفال
وبحلول الذكرى السنوية العاشرة للمعرض في 1979، كان تسعة ملايين طفل أمريكي دون سن السادسة يشاهدون برنامج «شارع السمسم» يوميًا، وأظهرت عدة دراسات أنه كان له أثر تعليمي إيجابي. توسع فريق التمثيل وطاقم العمل خلال هذا الوقت، بما في ذلك توظيف النساء في الطاقم والأقليات الإضافية في المدلى بها. في عام 1981، سحبت الحكومة الفيدرالية تمويلها، لذا تحولت سي تي دبليو «احسب العالم» إلى مصادر أخرى، مثل قسم المجلة، ورسوم الملكية، وترخيص المنتجات، والدخل الأجنبي. خلال الثمانينيات، توسعت مناهج برنامج شارع السمسم لتشمل موضوعات مثل العلاقات والأخلاق والعواطف. تم أخذ الكثير من قصص القصة من تجارب موظفي طاقمها وطاقمها وطاقمها، وعلى الأخص وفاة ويل لي - الذي لعب السيد هوبر - وزواج لويس وماريا.
في العقود الأخيرة، واجه شارع السمسم  تحديات اجتماعية واقتصادية، بما في ذلك التغييرات في عادات مشاهدة الأطفال الصغار، والمزيد من المنافسة من العروض الأخرى، وتطوير تلفزيون الكابل وانخفاض في التقييمات. بعد بداية القرن الحادي والعشرين، أدى العرض إلى إجراء تعديلات هيكلية كبيرة، بما في ذلك تغيير شكل المجلة التقليدية إلى صيغة سردية. بسبب شعبية الدمى المذهبة، أدرج العرض شريحة شعبية تعرف باسم "عالم إلمو". فاز شارع "سي سام " "شارع السمسم " بثمانية من جوائز "غرامي" وأكثر من 100 لعبة ايمس في تاريخه - أكثر من أي عرض آخر للأطفال.

## الخلفية
في أواخر الستينات من القرن الماضي، كانت 97٪ من جميع الأسر الأمريكية تمتلك جهاز تلفزيون، وشاهد الأطفال في سن ما قبل المدرسة 27 ساعة في المتوسط من التلفزيون في الأسبوع؛ تم انتقاد البرامج التي تم إنشاؤها لهم على نطاق واسع لكونها عنيفة للغاية ولعكس القيم التجارية. ووصفت المنتج جوان غانز كوني برامج الأطفال بأنها «أرض قاحلة»، ولم تكن وحدها في نقدها
تم إنتاج العديد من البرامج التلفزيونية للأطفال من قبل المحطات المحلية، مع القليل من الاهتمام بالأهداف التعليمية، أو التنوع الثقافي واستخدام برامج الأطفال كأداة تعليمية كان «غير مثبتة» و «مفهوم ثوري.»
ووفقاً لخبراء إعلام الأطفال إدوارد بالمر وشالوم م. فيش، فإن برامج الأطفال التلفزيونية في الخمسينيات والستينيات تكررت «أشكال الإعلام السابقة». على سبيل المثال، كانوا يميلون إلى عرض لقطات بسيطة لوجهة نظر الكاميرا لموقع مملوء بالأطفال، أو إعادة إنشاء كتب قصصية تحمل لقطات لأغلفة الكتب والصفحات الموضحة بدون حركة. كان مضيفو هذه البرامج «متعطشين بشكل لا يمكن التكهن به»، على الرغم من وجود استثناء واحد كان الكابتن كانجارو، الذي أنشأه واستضافه بوب كيشان، والذي وصفه مايكل ديفيس بأنه «يبطئ السرعة والمثالية» التي تفتقر إليها معظم عروض الأطفال الأخرى..
وقد أظهرت البحوث التعليمية في مرحله الطفولة المبكرة انه عندما يكون الأطفال مستعدين للنجاح في المدرسة، فانهم يكسبون درجات اعلي ويتعلمون بمزيد من الفعالية. والأطفال من الأسر المنخفضة الدخل لديهم موارد اقل من الأطفال من الأسر ذات الدخل المرتفع لاعدادهم للمدرسة. وقد أظهرت البحوث ان الأطفال من ذوي الدخل المنخفض والأقليات اختبروا «اقل بكثير من» من الأطفال من الطبقة المتوسطة في المهارات المتصلة بالمدارس، وانهم ما زالوا يتمتعون بعجز تعليمي في جميع انحاء المدرسة. وقد نما مجال علم النفس التنموي خلال هذه الفترة، وبدا العلماء يدركون ان التغييرات في التعليم في مرحله الطفولة المبكرة يمكن ان تزيد من نمو الأطفال المعرفي. وبسبب هذه الاتجات في التعليم، إلى جانب التغيرات الاجتماعية الكبيرة التي تحدث في الولايات المتحدة خلال هذه الحقبة، كان الوقت قد حان لإنشاء معرض مثل شارع سمسم. 
ماذا لو؟ أصبحت العبارة المنطوقة. ماذا لو كان بإمكانك ابتكار محتوى كان ممتعًا ومفيدًا؟ ماذا لو كان أكثر مثل الآيس كريم بدلا من السبانخ؟"
مايكل ديفيس، يتحدث عن تطوير شارع سمسم.
02

## مرحلة ما قبل الإنتاج (1966 - 1969)

### البدايات
ماذا لو؟ أصبحت العبارة المنطوقة.
ماذا لو كان بإمكانك ابتكار محتوى كان ممتعًا ومفيدًا؟ ماذا لو كان أكثر مثل الآيس
منذ عام 1962، كان كوني يقوم بإنتاج برامج حوارية وأفلام وثائقية في محطة التلفزة التعليمية WNDT ، وفي عام 1966 فاز بجائزة إيمي لفيلم وثائقي عن الفقر في أمريكا. في أوائل عام 1966، استضافت كوني وزوجها تيم حفل عشاء في شقتهما في نيويورك. وكان عالم النفس التجريبي لويد موريسيت، الذي كان يدعى «العراب المالي» في شارع سمسم، وزوجته مريم من بين الضيوف. كما حضر الحفل أيضاً رئيس كوني، لويس فريدمان، الذي أطلق عليه كوني «جدّ شارع سمسم»، كما فعل زميلهما آن باور. بصفته نائباً للرئيس في مؤسسة كارنيجي، كان موريس قد منح عدة ملايين من الدولارات كمنح للمنظمات التي تعلمت الأطفال الفقراء وأطفال الأقليات قبل سن المدرسة.

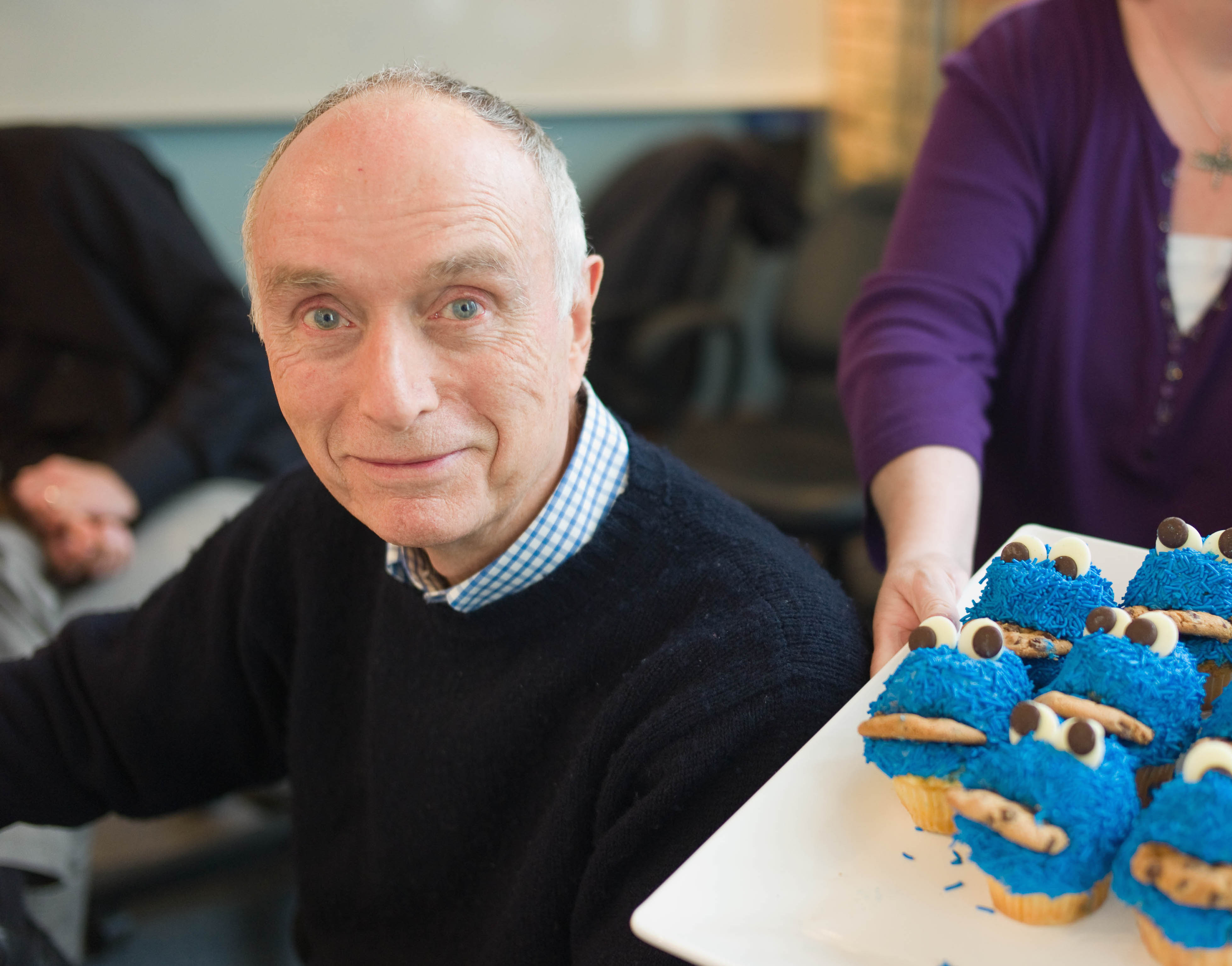
Lloyd Morrisett, co-creator of Sesame Street and co-founder of Sesame Workshop, shown here in 2010.

شعر موريس والضيوف الآخرين أنه حتى مع الموارد المحدودة، يمكن أن يكون التلفزيون وسيلة فعالة للوصول إلى ملايين الأطفال. لويد مورييت، المبتكر المشارك لشارع سمسم والمؤسس المشارك لورشه السمسم، ويظهر هنا في 2010. وبعد أيام قليله من حفل العشاء، اجتمع كوموني، فريدمان، ومورييت في مكاتب شركه كارنيجي لوضع الخطط؛ وأرادوا تسخير الطاقة الادمانيه للتلفزيون لأغراضهم الخاصة، ولكنهم لم يعرفوا بعد كيف. وفي الصيف التالي، وعلي الرغم من افتقار المعهد إلى الخبرة في مجال التعليم، استاجرتها موريريت لاجراء بحوث بشان تنميه الطفولة والتعليم ووسائط الاعلام، وقامت بزيارة الخبراء في هذه المجالات في جميع انحاء الولايات المتحدة وكندا. فهى بحثت أفكارهم حول عادات مشاهدة الأطفال الصغار وكتبت تقريرا عن النتائج التي توصلت إليها.
.وقد أوضحت دراسة كوني بعنوان «التلفاز للتعليم في مرحلة ما قبل المدرسة» كيف يمكن استخدام التلفاز لمساعدة الأطفال الصغار في الإعداد للمدرسة، وخاصة من الأسر
ذات الدخل المنخفض. كان التركيز على العرض الجديد على الأطفال من خلفيات قليلة، لكن كوني والمبدعين في المعرض أدركوا أنه من أجل تحقيق نوع النجاح الذي أرادوه
يجب أن يكون متاحًا لجميع الأطفال من مختلف الطبقات الاجتماعية والاقتصادية والعرقية. وفي الوقت نفسه، أرادوا أن يجعلوا هذا العرض جذابًا لأطفال المدينة الداخلية
مما يساعدهم على التعلم بقدر ما يتعلم الأطفال الذين لديهم المزيد من الفرص التعليمية. كان هذا هو المعيار الأساسي للنجاح.
.و رأت كوني أنه على الرغم من قلة جذب التلفاز العام للقليل من الجماهير داخل المدينة، يمكن استخدامه لتحسين جودة برامج الأطفال. واقترحت استخدام "أكثر خصائص
مشوقة" في التلفاز، والتي تتضمن قيم الإنتاج المرتفعة والكتابة المتطورة والأفلام والصور المتحركة عالية الجودة، للوصول إلى أكبر جمهور ممكن.
على حد تعبير الناقد بيتر هيلمان، «إذا كان بإمكان [الأطفال] أن يقرأوا الأناشيد بدويايزر من التلفاز، فلماذا لا نعطيهم برنامجًا يعلّم أبجديات (ألف باء تاءA-b-c»)
ومفاهيم الأرقام البسيطة؟" أرادت كوني إنشاء برنامج من شأنه أن ينشر القيم التي تفضل التعليم لغير العارفين بها - بما في ذلك والديهم وأشقائهم الأكبر سنا،
الذين يميلون
إلى السيطرة على جهاز التلفاز. ولتحقيق هذه الغاية، اقترحت أن يتم تضمين الفكاهة الموجهة نحو البالغين، والتي، كما قال ليسر، "قد يتبين أنها نظام جيد في
إجبار الطفل على فهم البرامج المصممة للجمهور الأكبر سنا". كما تعتقد كوني أن المراجع الثقافية والظهور من جانب المشاهير من شأنه أن يشجع الآباء والأمهات والأقارب
الأكبر سنا على مشاهدة العرض معا.

### التطور
وكنتيجة لاقتراح كوني، في عام 1968 منحت مؤسسة كارنيجي منحة قدرها مليون دولار لإنشاء ورشة عمل تلفاز للأطفال (CTW) لتقديم الدعم إلى الموظفين المبدعين في العرض
الجديد. قام موريس، الذي كان مسؤولاً عن جمع التبرعات، بشراء منح إضافية من الحكومة الفيدرالية للولايات المتحدة، ومؤسسة البث العام ، ومؤسسة فورد للميزانية الأولية للجنة، والتي بلغت 8 ملايين دولار. إن الحصول على تمويل من هذا المزيج من الهيئات الحكومية والمؤسسات الخاصة يحمي اتفاقية الأسلحة الكيميائية
من الضغوط الاقتصادية التي تتعرض لها الشبكات التجارية. كان لمشروع السمسم برنامجًا مكلفًا لإنتاجه نظرًا لأن المبدعين قرروا أنهم بحاجة إلى التنافس مع البرامج
الأخرى التي استثمرت في الإنتاج الاحترافي عالي الجودة..

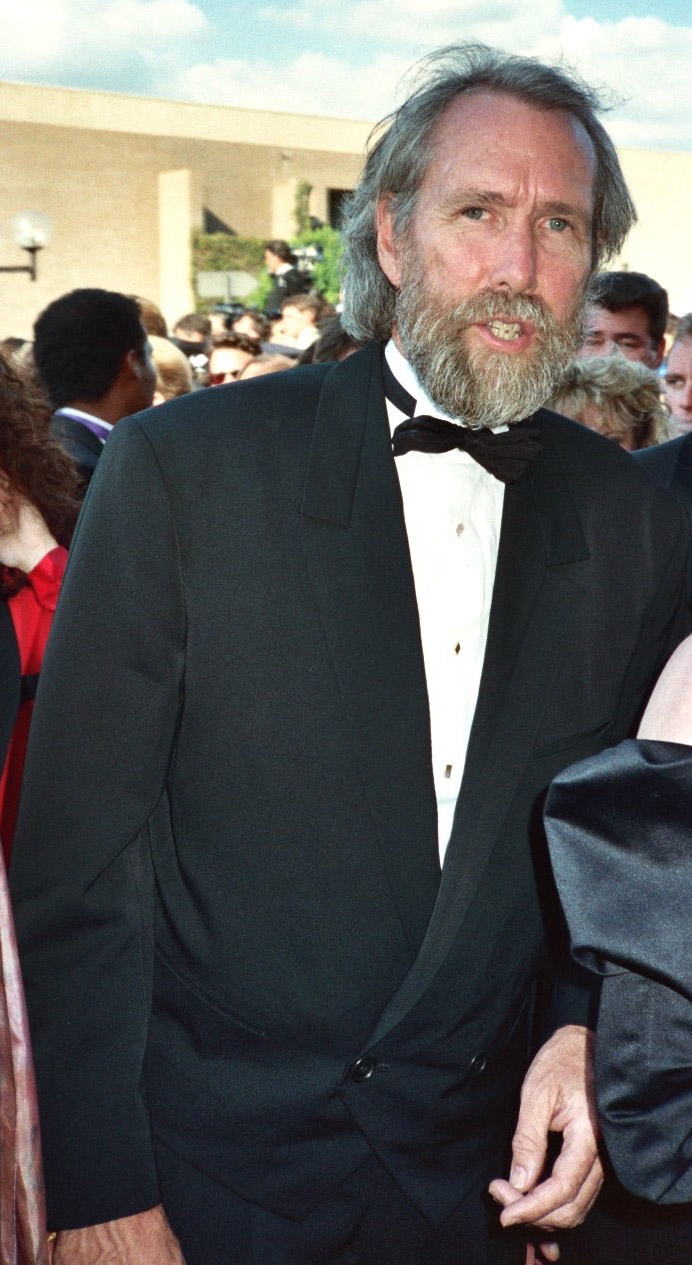
Jim Henson, (1989), creator of the Muppets. Henson was initially reluctant to become involved with a children's show, but agreed to do so.

أمضى المنتجون ثمانية عشر شهراً في إعداد العرض الجديد، وهو شيء لم يسبق له مثيل في تلفاز الأطفال. حقق البرنامج ميزانية «مدهشة» بقيمة 28000 دولار أمريكي
لكل حلقة. بعد تعيينها كمدير تنفيذي لـ CTW, بدأت كوني بتجميع فريق من المنتجين: كان جون ستون مسؤولًا عن الكتابة، واللصق، والتنسيق. تولى ديفيد كونيل الرسوم
المتحركة والحجم. وشغل صموئيل جيبون منصب مسؤول الاتصال الرئيسي بين موظفي الإنتاج وفريق البحث
اشترك كل من ستون وكونيل وجيبون في مشروع الكابتن كانجارو معًا، ولكن لم يشاركوا في تلفزيون الأطفال عندما قام كوني بتجنيدهم. في البداية، خططت كوني لتقسيم
إنتاج المسلسل لخمسة حلقات أسبوعياً بين العديد من الفرق، لكن نصحها نائب رئيس لجنة النظم الأساسية مايك دان باستخدام واحدة فقط.
وتولي قيادتها كونيل، الذي اكتسب خبرة في إنتاج العديد من الحلقات في فترة قصيرة من الزمن، وهي عملية تسمى «حجم الإنتاج»، من خلال السنوات الإحدى عشرة التي
قضاها في العمل على مشروع الكابتن كانجارو ..
استأجرت «سي تي» أستاذا بجامعة هارفارد جيرالد ليباشر الأهداف التعليمية في المعرض وإنشاء وقيادة المجلس الوطني للمستشارين.
بدلاً من تقديم ما أطلق عليه ليسور «تصميم الواجهة» شارك مجلس الإدارة بنشاط في بناء الأهداف التعليمية والأساليب الإبداعية في اتجاه مجلس الإدارة، أجرى ليسر
خمس حلقات دراسية لتخطيط المناهج لمدة ثلاثة أيام في بوسطن ومدينة نيويورك في صيف عام 1968. وتهدف الحلقات الدراسية إلى التأكد من مهارات إعداد المدارس التي
تم التركيز عليها في العرض الجديد، حيث جمع المنتجون مهنيين من خلفيات متنوعة للحصول على أفكار للمحتوى التعليمي، وأفادوا بأن الندوات كانت "ناجحة على نطاق
واسع" وأسفرت عن قوائم طويلة ومفصلة للمواضيع المحتملة.
في الواقع، أدخلت الحلقات الدراسية في منهج شارع السمسم أهدافًا تعليمية مقترحة أكثر من حلقة يمكن معالجتها من قبل مسلسل تلفزيوني واحد، وبدلاً من التركيز
على الجوانب الاجتماعية والعاطفية للتطور، قرر المنتجون تنفيذ اقتراحات الندوة. ومنها المشاركة والتأكيد على المهارات المعرفية، وهو القرار الذي يبدو مبررًا
من خلال متطلبات المدرسة ورغبات أولياء الأمور كانت الأهداف التي تم تطويرها خلال الندوات هي الفئات الرئيسية المكثفة: التمثيل الرمزي، العمليات المعرفية،
والبيئة المادية والاجتماعية. حددت الحلقات الدراسية سياسة البرنامج الجديد حول العرق والقضايا الاجتماعية وقدمت لفريق الإنتاج وفريقه الإبداعي «دورة مكثفة»
في علم النفس وتنمية الطفل والتعليم في مرحلة الطفولة المبكرة. كما تميزت بالمشاركة في شارع سيسم ..قابل كونيل هينسون في واحدة من الندوات؛ شعر ستون، الذي
كان على دراية بعمل هينسون، أنه إذا لم يتمكنوا من إحضاره على متن الطائرة، فعليهم "أن يستغلوا د
قرر المنتجون والكتاب بناء العرض الجديد حول شارع بني أو شارع داخل المدينة كان اختيار شركة ديفيز "غير مسبوق" من ستون مقتنعًا أنه من أجل أن يرتبط أطفال المدينة الداخلية بشارع السمسم، يجب وضعها في مكان مألوف على الرغم من البيئة الحضرية، قرر المنتجون تجنب تصوير سلبيات أكثر من أي شيء لقد علقت أقل فأكثر في بيئة الطفل: "على الرغم من كل صخبها وتهكمها، أصبح برنامج شارع سيسم عرضًا حلوًا، ويؤكد موظفوها أنه لا يوجد شيء خاطئ في ذلك" وقد أطلق البرنامج الجديد على "التلفزيون التعليمي في مرحلة ما قبل المدرسة" عرض "في المواد الترويجية ؛ لم يتمكن المنتجون من الاتفاق على اسم يعجبهم لذلك انتظروا حتى اللحظة الأخيرة لاتخاذ قرار. في فيلم ترويجي قصير من غير مبالغة يعرض على المديرين التنفيذيين للتلفزيون العام، وسمي المنتجين ساخرتهم «معضلة التسمية»
كان العرض الجديد يسمى «برنامج تلفزيوني للتربية قبل المدرسة» في مواد ترويجية ؛ لم يتمكن المنتجون من الاتفاق على اسم يعجبهم وانتظر حتى اللحظة الأخيرة لاتخاذ قرار. في فيلم ترويجي قصير غير مألوف معروض على المديرين التنفيذيين للتلفزيونات العامة، سخر المنتجون من «معضلة التسمية» الخاصة بهم. وبحسب ما ورد كان المنتجون «متحمسين للحصول على لقب»؛ استقروا في النهاية على الاسم الذي لا يحبونه على الإطلاق: شارع السمسم، مستوحى من العبارة السحرية لـ علي بابا، على الرغم من وجود مخاوف من أنه سيكون من الصعب جدًا على الأطفال الصغار النطق. كان ستون أحد المنتجين الذين لم يعجبهم الاسم، لكنه قال: «لقد كنت مندهشًا ، وأنا ممتن جدًا له»بعد فترة قصيرة من العرض الأول لسي سام استريت ، قام منتجون ومعلمون ومسؤولون في دول أخرى بالاتصال بالـ سي تي دبليو طلبوا عرض نسخة من البرنامج في بلدانهم. ترك مايك دان ، المدير التنفيذي السابق لشركة (سي بي اس CBS)، التلفزيون التجاري ليصبح نائب رئيس سي تي دبليو ومساعد كوني ؛ [ملاحظة 17] بدأ داني ما وصفته شارلوت كول ، نائبة رئيس قسم الأبحاث الدولي في سي تي دبليو ، بـ «عولمة» سي سام استريت. تم تطوير نموذج مرن يعتمد على خبرات المبدعين ومنتجي العرض الأصلي. وقد أطلق على العروض اسم «الإنتاج المشترك»، واحتوت على مجموعات وشخصيات أصلية وأهداف للمناهج الدراسية. واعتمادًا على احتياجات وموارد كل بلد ، تم إنتاج إصدارات مختلفة ، بما في ذلك الإصدارات المشهورة من البرنامج الأصلي والبرامج المستقلة. بحلول عام 2009، توسعت قناة سي سام استريت لتشمل 140 دولة ؛ ذكرت صحيفة نيويورك تايمز في عام 2005 أن الدخل من الإنتاج الدولي المشترك للعرض كان 96 مليون دولار. 
توسع فريق (سي سام استريت) في السبعينات من القرن الماضي ، مما أدى إلى تحقيق الهدف الأصلي للبرنامج وهو تحقيق تنوع أكبر في شخصيات الإنسان والدمى. وكان أعضاء فريق الممثلين الذين انضموا إلى العرض سونيا مانزانو (ماريا)، التي كتبت أيضا للعرض ، نورولا الشمالية (ديفيد)، آنا رييد (أوليفيا)، إميليو دلغادو (لويس)، ليندا بوف (ليندا)، وبوفي سانت ماري (بافي). في عام 1975، أصبح روسكو أورمان الممثل الثالث للعب جوردون ، خلفا هال ميلر ، الذي حل محل مات روبنسون لفترة قصيرة. 
تم تقديم شخصيات جديدة للدمى المتحركة خلال السبعينيات. تم إنشاء الكونت فون كونت وتنفيذها من قبل جيري نيلسون ، الذي عبر أيضا عن السيد سنوفيلوباجوس ، وهو دمية كبيرة تتطلب أن يعمل اثنان من العملاء. ريتشارد هانت ، الذي ، في كلمات جون ستون ، انضم إلى الدمى المتحركة كـ «عجوز بعمر 18 عامًا ونما إلى مُبدع دمى رئيسي ومعلم مستوحى»، أنشأ غلاديس البقرة ، نسيان جونز ، دون موسيقى ، وعامل البناء سولي. تم تنفيذ اختصار Monster بواسطة Brian Muehl؛ تولى مارتي روبنسون منصبه في عام 1984. أنشأ فرانك أوز كوكي مونستر. خلق مات روبنسون الشخصية «المثيرة للجدل» (كما سماها ديفيس) روزفلت فرانكلين. وانضمت فران بريل ، أول امرأة تعمل في مجال الدمى من أجل الدمى المتحركة ، إلى منظمة هينسون في عام 1970، ونشأت شخصية برايري دون. في عام 1975، أنشأ هينسون The Muppet Show ، الذي تم تصويره وإنتاجه في لندن. أحضر هينسون العديد من فناني الدمى معه ، لذلك فتحت الفرص أمام الفنانين الجدد والدمى للظهور في شارع سمسم. 
أرادت CTW أن تجذب أفضل المؤلفين والملحنين لشارع Sesame ، لذلك سُمِح لمغني الأغاني مثل Joe Raposo والمدير الموسيقي للمعرض والكاتب Jeff Moss بالاحتفاظ بحقوقهم في الأغاني التي كتبوها. كسب الكتاب أرباحًا مربحة ، وكان العرض قادرًا على الحفاظ على الاهتمام العام. تم إدراج «أنا أحب المهملات» من Raposo ، والمكتوب لأوسكار The Grouch ، في الألبوم الأول لأغاني Sesame Street ، The Sesame Street Book & Record ، الذي تم تسجيله في عام 1970. Moss '"Rubber Duckie"، غنى بها Henson لـ Ernie ، على لائحة أفضل 40 لوحة إعلانات لمدة سبعة أسابيع في نفس العام. آخر أغنية هينسون ، التي كتبها رابوسو لكرميت الضفدع في عام 1970، "Bein 'Green"، والتي أطلق عليها اسم ديفيس «أغنية رابوزو الأكثر احترامًا لشارع Sesame»، تم تسجيلها لاحقًا من قبل فرانك سيناترا وراي تشارلز. "Sing"، التي صدمت للنجارين في عام 1973، و "Somebody Come And Play"، كتبها Raposo أيضًا من أجل Sesame Street. 
في عام 1978، أنتج ستون وسينغر وكتب أول عرض خاص للعرض ، «عشية عيد الميلاد» المظفرة في شارع سمسم ، والذي تضمن قصة مستوحاة من أصل هنري والتي تخلى فيها بيرت وإيرني عن ممتلكاتهما الثمينة - إيرني حبيبه المطاطي وبيرت له جمع الورق - لشراء هدايا عيد الميلاد. بيرت وإرني كانا يلعبان من قبل فرانك أوز وجيم هينسون ، اللذان كانا في الحياة الحقيقية ، مثل الدمى التي لعبوها وزملائهم وأصدقائهم. بالنسبة لدايفس ، أظهر ذلك قدرة العارضين الرائعة على لعب «زوجين غريبين» للدمى. وفي رأي سينغر ، فإن الشخصية الخاصة - التي كتبها ستون أيضا وأخرجت - أظهرت «روح» ستون ، ووصفتها سونيا مانزانو بأنها مثال جيد لما كان عليه شارع سمسم. فازت Emmys الخاصة التي فازت بجائزة Stone and Singer عام 1979، من بين أمور أخرى ، بشخصية Sesame Street المستقلة بشكل مستقل لنظام CBS  
وبحلول الذكرى السنوية العاشرة للمعرض في عام 1979، كان تسعة ملايين طفل أمريكي دون سن السادسة يشاهدون «شارع سمسم» يومياً. كان أربعة من أصل خمسة أطفال يشاهدونها على مدى ستة أسابيع ، و 90٪ من الأطفال من منازل ذوي الدخل المنخفض في المدينة ينظرون إلى العرض بانتظام. 

## الملاحظات
1. ↑  Many of Keeshan's staff, including جون ستون، Tom Whedon, Norton Wright, David Connell  [لغات أخرى]‏, Sam Gibbon,[1] would later work on Sesame Street.  According to historian Robert Morrow, many in the press saw Sesame Street as not only a model for educational television, but for the improvement and reform of television as a whole.